# Ilex pseudo-odorata
Ilex pseudo-odorata là một loài thực vật có hoa trong họ Aquifoliaceae. Loài này được Loes. mô tả khoa học đầu tiên năm 1901.